# Piasutno
Piasutno (dawniej Piassutten, w latach 1938–1945 Seenwalde) – wieś w Polsce położona w województwie warmińsko-mazurskim, w powiecie szczycieńskim, w gminie Świętajno. W latach 1975–1998 miejscowość administracyjnie należała do województwa olsztyńskiego.
We wsi zachowało się tradycyjne budownictwo drewniane, głównie z początków XX w. oraz murowana szkoła z 1894 r. Za wsią znajduje się dawny cmentarz ewangelicki.
Wieś lokowana w 1678 r. nad południowym brzegiem jeziora Piasutno.
W 1931 r. powstała tu pierwsza polska szkoła na Mazurach, założona przez Jana Boenigka, nauczyciela i działacza społeczno-oświatowego, początkowo mieszcząca się w jednym, wynajętym pokoju prywatnym na kolonii zwanej Łęgiem. Nauczycielem był przez dwa lata Jerzy Lanc. W 1938 r. w ramach akcji germanizacyjnej zmieniono urzędową nazwę miejscowości na Seenwalde).